# Mijke Roelfsema
Mijke Roelfsema ('s-Gravenhage, 11 maart 1998) is een Nederlands voetbalspeelster.
Van 2014 tot 2017 kwam Roelfsema uit voor ADO Den Haag in de Beneleague, die in 2015 Eredivisie Vrouwen ging heten.
In 2017 vertrok Roelfsema naar Boston, om daar te studeren, en te spelen voor de Boston College Eagles.

## Statistieken
| Seizoen | Club         | Land      | Competitie | Wedstrijden | Doelpunten |
| ------- | ------------ | --------- | ---------- | ----------- | ---------- |
| 2014/15 | ADO Den Haag | Nederland | BeNeLeague | 0           | 0          |
| 2015/16 | ADO Den Haag | Nederland | Eredivisie | 11          | 0          |
| 2016/17 | ADO Den Haag | Nederland | Eredivisie | 23          | 2          |
| Totaal  | Totaal       | Totaal    | Totaal     | 34          | 2          |

Laatste update: november 2020

## Interlands
Roelfsema speelde voor Oranje O15, O17 en O19.

## Privé
Roelfsema haalde in Nederland haar VWO-diploma, en met een scholarship ging ze in Boston, MA psychologie studeren.